# Історія Сейшельських Островів
Сейшельські острови були відкриті в 1502 р. під час другого плавання Васко та Гами до Індії. Збереглися свідоцтва раніших їх відвідин арабськими мореплавцями (могили на о.Силует 9–10 ст., наскельні написи на о.Фрегат). Першими з європейців на архіпелаг висадилися англійці: у 1609 р. острів детально обстежила і описала експедиція капітана А. Шарпея. У 17–18 ст. острови служили надійним і зручним притулком для піратів. 
У 1742 р. губернатор французького острова Іль-де-Франс (Маврикія) Бертранд Франсуа Мае де Лябурдонне відряджає експедицію досліджувати острови. Після трьох експедицій капітана Л. Піко на архіпелаг, в 1756 р. він проголошений володінням Франції. Спочатку названий островами Лябурдонне на честь губернатора, пізніше того ж року острови перейменовані на острова Сейшели (на честь міністра фінансів Франції віконта Моро де Сейшеля). Освоєння архіпелагу французькими поселенцями почалося в 1770, але значні поселення з’явилися тільки в 1794 р. На острів завозять багато рабів з Мадагаскару і невільничих ринків східного узбережжя Африки. Під час Французької Революції і наполеонівських війн острови декілька раз були окуповані англійцями. Англійське володіння островами було остаточно закріплене за Паризьким мирним договором 1814 р.
Після скасування рабства в 1835 англійці стали заохочувати переселення на острови арабів з Маврикія, а також індійських торговців і найнятих робітників. У 1888 р. на архіпелазі заснували окрему адміністрацію.

## ХХ століття
31 серпня 1903 Сейшельські острови отримали статус окремої королівської колонії. В складі Британської імперії 2,8 тис. жителів островів брали участь у Першій і Другій світових війнах. В 1958 р. Франція викупила острови Ґлоріосо. 
Перша політична партія, — «Об'єднана народна партія Сейшельських островів» (ОНПС) (англ. Seychelles People's United Party) на чолі з Франсом-Альбертом Рене була створена в 1964 р. ОПНС мала на меті досягнення незалежності і формування народного уряду. «Демократична Партія Сейшел» (ДПС), очолювана Джеймсом Менчемом закликала до інтеграції з Великою Британією. Страйковий рух, що посилився на островах змусив Велику Британію ввести в 1967 р. загальне виборче право і дозволити заснувати Законодавчі Збори у 1970 р. В листопаді 1970 р. була вироблена нова конституція, а в 1974 р. обидві політичні партії закликали до незалежності островів. Після перемоги Менчама почалися переговори з Великою Британією, в результаті котрих 28 червня 1976 була проголошена незалежна Республіка Сейшели в складі Британської співдружності. До складу нової республіки було передано декілька островів, які залишалися у володінні Англії. 
Першим президентом було обрано Джеймса Менчема, а Франс-Альберт Рене був призначений прем'єр-міністром. 5 червня 1977 під час відсутності Менчема був здійснений державний переворот, в результаті якого до влади прийшов Рене, який у 1979 р. запровадив однопартійну систему. У 1981 р. сталася невдала спроба державного перевороту, в якому мули замішані південноафриканські найманці, та урядові структури. У 1982 р. інша спроба заколоту була придушена за 2 дні, коли пропрезидентські війська за допомогою загонів з Танзанії захопили укріплення заколотників. Партія Рене — ОНПС (перейменована на «Народний Прогресивний Фронт Сейшел» (НПФС)) (англ. Seychelles People's Progressive Front) залишалася єдиною партією до 1992 р. коли під зовнішнім і внутрішнім тиском була повернена багатопартійність. 
Була вироблена нова конституція, і обидва Рене і Менчем, який повернувся з вигнання, закликали до примирення та національної злагоди. На загальних багатопартійних виборах в липні 1993 переміг НПФС, отримавши 21 з 22 місць в парламенті.

## ХХІ століття
Партія НПФС перемагала на парламентських виборах 1998, 2000 та 2001 років. В червні 2006 р. кандидат від НПФС  Джеймс Мішель переміг у президентських виборах з 53.7% голосів і з 1 серпня 2006 р. виконує обов’язки президента.  У  2016  новим  президентом  держави  став  Денні Фор.
27 лютого 2019 року президент Франс-Альберт Рене  помер у 83 роки.